# Miriam Cahn

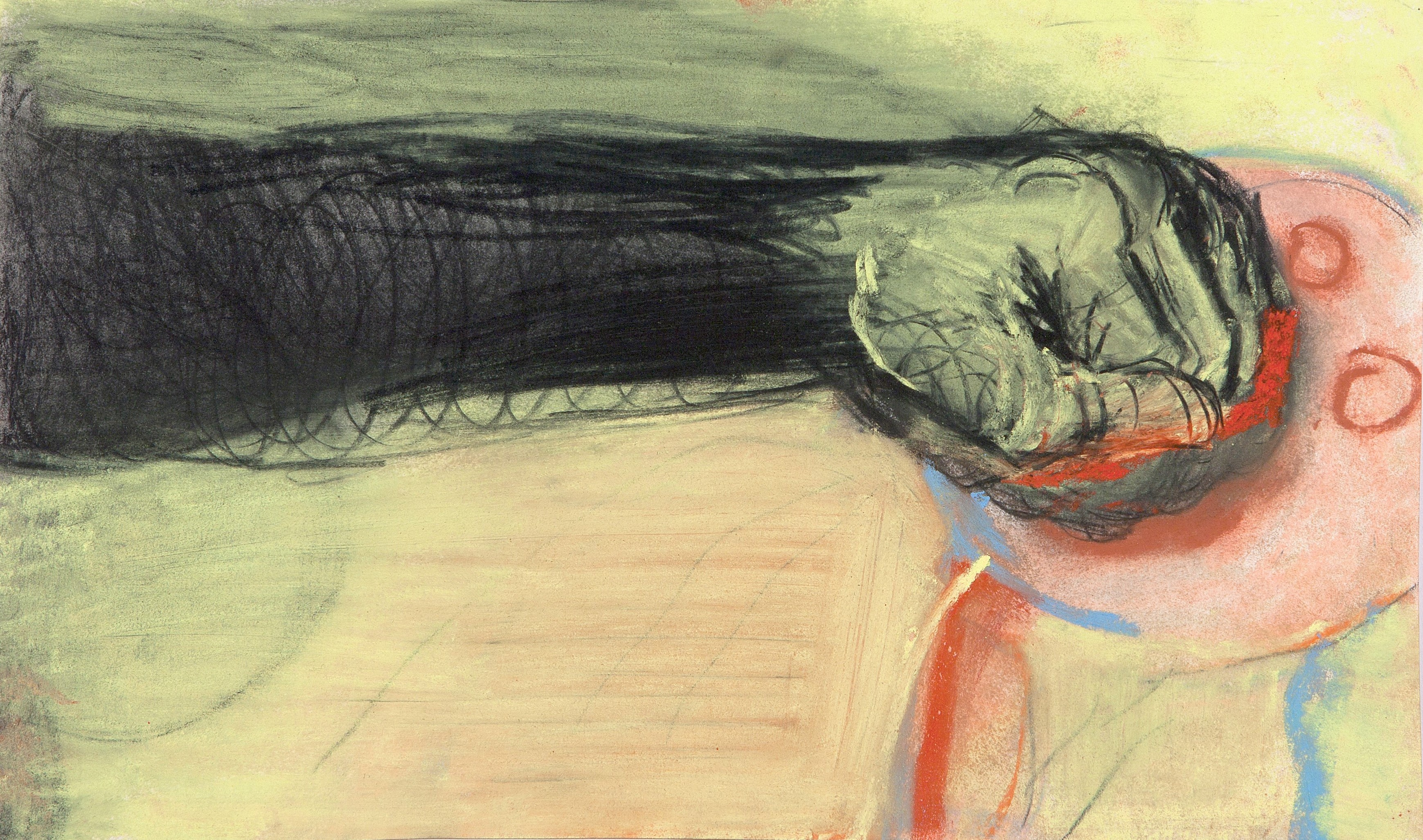
Miriam Cahn, untitled 10 May 2012, 2012, pastel en houtskool op papier, 39 x 23 cm. Collectie van het Museum voor Moderne Kunst in Warschau

Miriam Cahn (Bazel, 21 juli 1949) is een Zwitserse kunstschilder.

## Biografie
Van 1968 tot 1973 studeerde Cahn aan de Schule für Gestaltung Basel in Bazel, waar ze betrokken raakte bij feministische en anti-nucleaire bewegingen. Cahn is Joods.

## Werk
De schilderijen en tekeningen van Cahn bevatten thema's als feminisme en kindermishandeling en vrouwelijke rituelen, vaak met gewelddadige en schokkende voorstellingen van geslachtsorganen. Ze worden vaak gecreëerd met behulp van onorthodoxe methoden. Cahns eerste tentoonstelling was Being a Women in My Public Role in 1979. Cahns eerste tentoonstelling in de Verenigde Staten was in 2011 in de Elizabeth Dee Gallery in New York. Het werk van Cahn wordt beschreven als beïnvloed door het neo-expressionisme.
Jörg Scheller beschrijft Cahn als een "feminist die graag vecht." Haar werk is de bron geweest van enige controverse, waaronder in 2023, toen verschillende extreemrechtse Franse verenigingen een petitie indienden om Cahns fuck abstraction! verwijderd te krijgen uit de tentoonstelling My Serial Thought in het Palais de Tokyo, met de bewering dat het schilderij "pedo-pornografisch" materiaal afbeeldde. De Franse Staatsraad heeft het beroep verworpen en het schilderij, waarop op abstracte wijze het bloedbad van Bucha door Russische troepen is afgebeeld, goedgekeurd.
In 1998 won Cahn de Käthe Kollwitz-prijs van de Kunstacademie in Berlijn en in 2024 ontvangt ze de Goslarer Kaiserring.

## Collecties
De werken van Cahn zijn te vinden in diverse kunstcollecties over de hele wereld, waaronder het MoMA in New York, de Tate Modern in Londen, het Reina Sofía Museum in Madrid en het Museum voor Moderne Kunst in Warschau.

### Individuele tentoonstellingen
- Reading Dust, Stedelijk Museum Amsterdam, 2024
- Miriam CAHN: Ma pensée serielle, Palais de Tokyo, Parijs 2023[14]
- Miriam Cahn: ME AS HAPPENING, Kunsthal Charlottenborg (Kopenhagen), 2020–21
- Sifang-kunstmuseum, Nanjing, 2019
- Miriam Cahn: I as Human, Museum voor Moderne Kunst in Warschau, 2019
- Miriam Cahn: I as Human, Haus der Kunst, München, 2019
- everything is equally important, Museo Nacional Centro de Arte Reina Sofia, Madrid, 2019
- DAS GENAUE HINSCHAUEN, Kunsthaus Bregenz, 2019
- ICH ALS MENSCH, Kunstmuseum Bern, 2019
- devoir-aimer, Galerie Jocelyn Wolff, Parijs, 2017
- mare nostrum, Meyer Riegger, Berlijn, 2016
- Lachen bei gefahr, Badischer Kunstverein, Karlsruhe, 2012
- Sarajevo, Stampa, Bazel, 1993
- Nachkrieg-Vorkrieg (Was Fehlt), Stampe, Bazel, 1992
- Museum für Moderne Kunst, Frankfurt am Main, 1992, 1995
- Verwandschaften, Galerie Espace, Amsterdam, 1991
- Verwandschaften, Stampa, Bazel, 1990
- Verwandschaften, Art Frankfurt, 1990
- Verwandschaften, Cornerhouse, Manchester, 1990
- Elisabeth Kaufmann, Zürich, 1988
- Van de Loo, München, 1988
- Lesen in Staub, Gemeentemuseum, Arnhem, 1988
- Lesen in Staub, Haus am Waldsee, Berlijn, 1988
- Lesen in Staub/Weibliche Monate, Kunstverein Hannover, 1988
- Musée Rath, Genève, 1988
- Lesen in Staub/Strategische Orte, Galerie Schmela, Düsseldorf, 1987
- Centrum Culturel Suisse, Parijs, 1987
- Galerie Vorsetzen, Hamberg, 1987
- Strategische Orte, DAAD, Berlijn, 1986
- Strategische Orte, Stampa, Bazel, 1986
- Strategische Orte, Kunsthalle Baden-Baden en Kunstmuseum, Bonn, 1985
- Strategische Orte, Elisabeth Kaufmann, Zürich, 1985
- Das Klassieke Lieben, Museum la Chaux-de-Fonds, 1984
- Das Klassische Lieben, Galerie Grita Insam, Wenen, 1984
- Das Klassische Lieben, Stampa, Bazel, 1984
- Das Klassische Lieben, Kunsthalle Bazel, 1983
- Wach Raum 1, Konrad Fischer, Zürich, 1982
- Stampa, Bazel, 1977, 1979, 1981, 1987, 1994

### Geselecteerde groepstentoonstellingen
- Documenta 14, Athene, Griekenland en Kassel, Duitsland, 2017[15]
- 21e Sydney Biënnale, 2018
- Prière de toucher – Le tactile dans l'art, Museum Tinguely, Bazel, 2016
- Module mei, Palais de Tokyo, Parijs, 2010
- Sammlung Van de Loo, Neue Nationale galerie Berlijn, 2004
- Where Is Abel, Your Brother?, Zachęta – Nationale Kunstgalerie, Warschau,[16] 1995
- From Beyond the Pale, Iers Museum voor Moderne Kunst, Dublin, 1994
- Centre d'Art Contemporian, Genève, 1994
- Zur Sache Selbst, Künstlerinnen des 20. Jahrhunderts-Museum, Wiesbaden, 1990
- Triënnale van Dibuix, Fundació Joan Miró, Barcelona, 1989
- Sydney Biënnale, 1986
- Crosscurrents in Swiss Art, Serpentine Gallery, Londen, 1984
- Documenta , Kassel, Duitsland, 1982
- Feministische Kunst International, Frauenzimmer, Bazel, 1979
- Claudia Martínez Garay en Miriam Cahn: Ten Thousand Things, Sifang Art Museum, Nanjing, 2020[17]